# World 10K Bangalore
La World 10K Bangalore è una corsa su strada di 10 km che si tiene a Bangalore, India, a fine maggio di ogni anno dal 2008.
La corsa, che ha lo status di Gold Label nel calendario di World Athletics Label Road Races ed è certificata dalla AIMS, inizia e finisce allo Sree Kanteerava Stadium dopo un circuito nelle strade cittadine. A fianco della prova élite si svolgono anche altri eventi: una prova per nazioni, una marcia non competitiva di 10 km, una corsa più corta di 5,7 km (chiamata Majja Run), una 4 km su sedia a rotelle e una gara master.
Il record della corsa è detenuto dal keniota Geoffrey Kamworor con 27'44", mentre la connazionale Agnes Tirop possiede il record femminile in 31'19".

## Albo d'oro

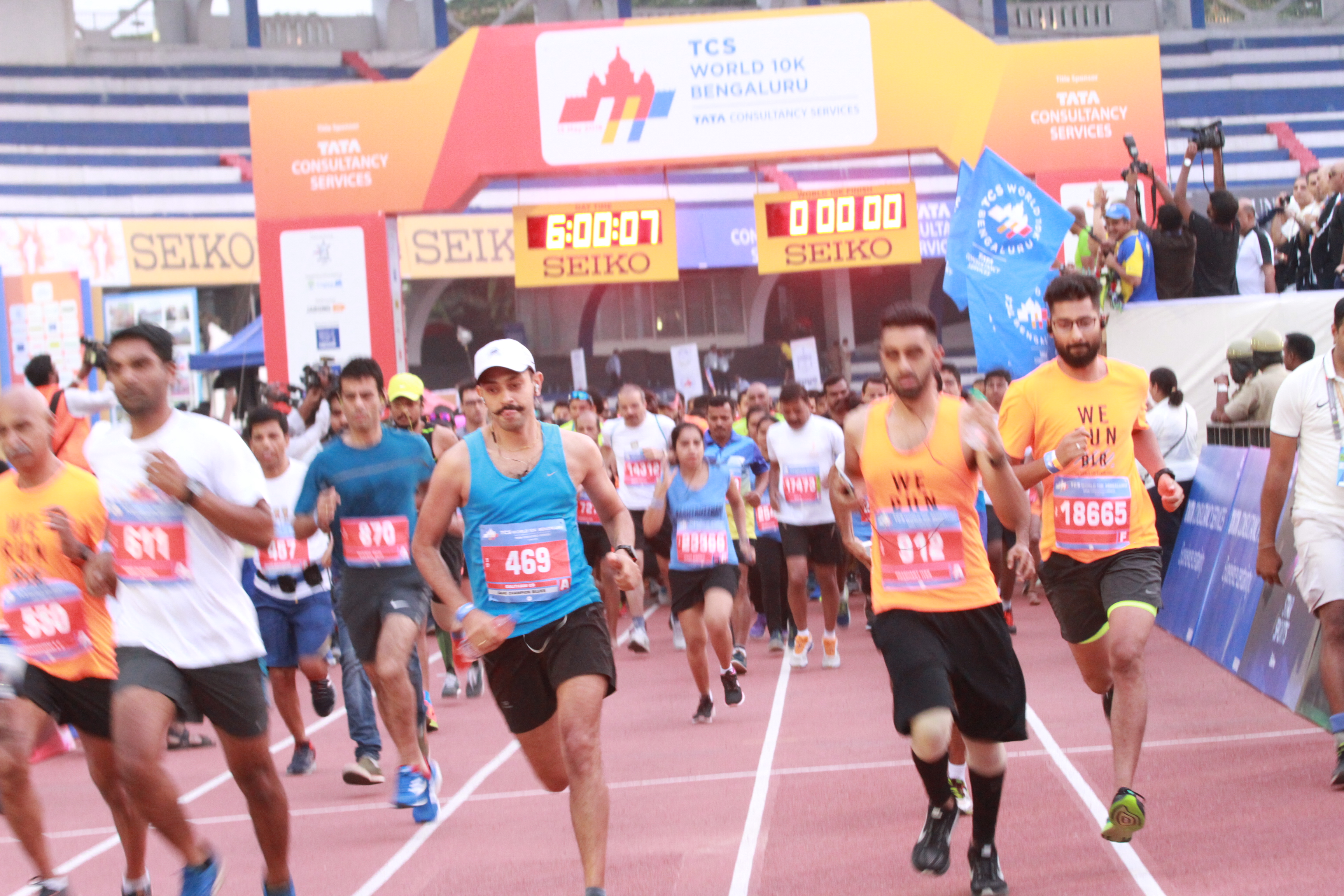
La partenza della 10 km nel 2016

| Edizione | Anno | Uomini            | Tempo  | Donne                           | Tempo  |
| -------- | ---- | ----------------- | ------ | ------------------------------- | ------ |
| 1        | 2008 | Zersenay Tadese   | 27'51" | Elvan Abeylegesse Grace Momanyi | 32'02" |
| 2        | 2009 | Deriba Merga      | 28'13" | Aselefech Mergia                | 32'08" |
| 3        | 2010 | Titus Mbishei     | 27'54" | Wude Ayalew                     | 31'58" |
| 4        | 2011 | Philemon Limo     | 28'01" | Dire Tune                       | 33'19" |
| 5        | 2012 | Geoffrey Kamworor | 28'00" | Helah Kiprop                    | 32'22" |
| 6        | 2013 | Alex Oloitiptip   | 28'07" | Gladys Cherono                  | 32'03" |
| 7        | 2014 | Geoffrey Kamworor | 27'44" | Lucy Wangui Kabuu               | 31'48" |
| 8        | 2015 | Mosinet Geremew   | 28'16" | Mamitu Daska                    | 31'57" |
| 9        | 2016 | Mosinet Geremew   | 28'36" | Peres Jepchirchir               | 32'15" |
| 10       | 2017 | Alex Korio        | 28'12" | Irene Cheptai                   | 31'51" |
| 11       | 2018 | Geoffrey Kamworor | 28'18" | Agnes Tirop                     | 31'19" |
| 12       | 2019 | Andamlak Belihu   | 27'56" | Agnes Tirop                     | 33'55" |